# Предосећај (филм)
Предосећај (енгл. Premonition) је америчка драма са елементима психолошког трилера из 2007. године са Сандром Булок и Џулијаном Мекмахоном у главним улогама.

## Прича
Предосећај је драма о једној недељи из живота америчке домаћице Линде Хенсон (Сандра Булок). Радња филма се одвија без хронолошког реда (четвртак-понедељак-субота-уторак-петак-недеља-среда).
Линда у четвртак сазнаје да је њен муж Џим (Џулијан Мекмахон) доживео саобраћајну несрећу и да је мртав. Шокирана и потресена, пада у депресију, када јој изненада стиже порука од супруга. Њена мајка долази код ње на неколико дана, док се Линда потпуно не опорави. Сутрадан, будећи се, Линда затиче мужа за трпезаријским столом, а мајке нема. Сличне ствари понављале су се сваког дана, док Линда није схватила да у ствари има способност да предвиди будуће догађаје, непосредно пре него што се десе. Узима папир и оловку и почиње да записује све што јој се догоди, с циљем да то и спречи када за то дође време. 
Буџет за филм износио је 20 милиона долара, али се зарада од филма данас процењује на 84 милиона долара.

## Улоге
| Глумац           | Улога          |
| ---------------- | -------------- |
| Сандра Булок     | Линда Хенсон   |
| Џулијан Макмахон | Џим Хенсон     |
| Нија Лонг        | Ени            |
| Кејт Нелиган     | Џоана          |
| Амбер Валета     | Клер Френсис   |
| Марк Меколи      | шериф Рајли    |
| Џуд Чиколела     | Отац Кенеди    |
| Питер Стормер    | др. Норман Рот |